# Be’lakor
Be’lakor — австралийская мелодик-дэт-метал-группа, основанная в 2004 году в Мельбурне. Название группы происходит от имени персонажа Бе'лакора Тёмного Господина из фентезийного сеттинга Warhammer Fantasy.

## История
Be’lakor была сформирована в 2004 году, но начала выступать с концертами только в 2005 году. В 2007 году группа самостоятельно выпустила свой дебютный альбом The Frail Tide, получивший в целом положительные отзывы. В 2008 году Be’lakor подписали контракт с Descent Productions и переиздали The Frail Tide в виде диджипака. В 2009 году Be’lakor отправились в тур по стране и подписали контракт с Prime Cuts Music. Их второй альбом, Stone's Reach, был выпущен 20 июня 2009 года и получил высокую оценку рецензентов. В ноябре 2009 года Be’lakor подписали контракт с Kolony Records.
В марте 2010 года альбом Be’lakor Stone's Reach занял первое место в "Best Melodeath/Gothenburg Metal Album" сайта Metal Storm за 2009 год. Be'lakor также поддержали Turisas в их национальном турне по Австралии в мае того же года. Они выступили на разогреве у Alestorm в Мельбурне во время их турне "Plunder Downunder" в июне 2010 года. Группа также выступила на фестивале Summer Breeze в Германии в августе 2010 года.
Be'lakor выпустили свой третий альбом Of Breath and Bone в июне 2012 года. Они начали турне по Европе, играя на фестивале Brutal Assault в Чешской Республике. Они также выступили на фестивале Summer Breeze Open Air в Германии в августе 2012 года. Они поддержали Apocalyptica в Мельбурне во время их турне по Австралии в 2012 году в сентябре и At the Gates в Мельбурне во время их тура в ноябре.
В августе 2015 года группа вернулась в Европу и снова сыграла на Brutal Assault в Чехии, Rockstadt Open Air в Румынии и Summer Breeze. Мэтт Доддс из Arbrynth взял на себя обязанности ведущего гитариста из-за болезни Шона Сайкса.
21 сентября 2015 года группа объявила, что их четвертый альбом выйдет в марте 2016 года. Позже, 29 декабря, барабанщик Джимми Ванден Брок покинул группу, чтобы заняться другими музыкальными проектами. Его заменил Эллиот Сансом, который ранее работал с мельбурнскими группами Future Corpse, Okera и The Seaford Monster. 24 июня 2016 года Be'lakor выпустили четвертый альбом группы Vessels.
В августе 2021 года группа анонсировала свой пятый студийный альбом под названием Coherence. Альбом должен выйти 29 октября того же года на лейбле Napalm Records.

## Состав
Текущий состав
- Джордж Космас — вокал, гитары (2004–настоящее время)
- Шон Сайкс — гитары (2004–настоящее время)
- Стивен Мерри — ударные (2015–настоящее время)
- Джон Ричардсон — клавишные, фортепиано (2004–настоящее время)
- Эллиот Сансом — бас-гитара (2004–настоящее время)

Бывшие участники
- Джимми Ванден Брок — ударные (2004–2015)

Концертные музыканты
- Мэтт Доддс — гитары (2015)

## Дискография
- The Frail Tide (2007)
- Stone's Reach (2009)
- Of Breath and Bone (2012)
- Vessels (2016)
- Coherence (2021)